# Енді Беррон
Енді Беррон (англ. Andrew Barron; нар. 24 грудня 1980, Веллінгтон, Нова Зеландія) — новозеландський футболіст, півзахисник «Веллінгтона» та національної збірної Нової Зеландії.

## Клубна кар'єра
Енді Беррон виступав у командах свого містечка в Новій Зеландії, а згодом переїхав до університету в США, де виступав за університетську команду, там його запримітили європейські скаути й він спробував себе в Північній Ірландії в команді «Лісбарн Дістіллері». Але уже наступний сезон 2005—2006 він повернувся на батьківщину і виступав за новозеландські клуби «Кентербері Юнайтед», «Веллінгтон». У 2008 році він ще поїхав, ненадовго, до Америки та виступав в американській соккер-лізі за «Міннесота Тандейр». Учасник фінальної частини 19-го Чемпіонату світу з футболу 2010 в Південно-Африканській Республіці.

## Титули і досягнення
- Володар Кубка націй ОФК: 2008